# Canada Open 1982
Il Canada Open 1982 è stato un torneo di tennis giocato sul cemento.
È stata la 92ª edizione del Canada Open, che fa parte del Volvo Grand Prix 1982 e del WTA Tour 1982. 
Il torneo femminile si è giocato al Uniprix Stadium di Montréal in Canada dal 16 al 22 agosto 1982, 
quello maschile al Rexall Centre di Toronto in Canada dal 9 al 15 agosto 1982.

## Campioni

### Singolare maschile
Vitas Gerulaitis ha battuto in finale  Ivan Lendl con il punteggio di 4–6, 6–1, 6–3.

### Singolare femminile
Martina Navrátilová ha battuto in finale  Andrea Jaeger con il punteggio di 6–3, 7–5.

### Doppio maschile
Steve Denton /  Mark Edmondson hanno battuto in finale  Peter Fleming /  John McEnroe con il punteggio di 6–7, 7–5, 6–2.

### Doppio femminile
Martina Navrátilová /  Candy Reynolds hanno battuto in finale  Barbara Potter /  Sharon Walsh con il punteggio di 6–4, 6–4.